# Plectromerus distinctus
Plectromerus distinctus là một loài bọ cánh cứng trong họ Cerambycidae.